# Who You Fighting For?
Who You Fighting For? é o décimo sexto álbum de estúdio da banda UB40, lançado a 13 de junho de 2005.

## Faixas
1. "Who You Fighting For" - 3:30
2. "After Tonight" - 3:42
3. "Bling Bling" - 3:21
4. "Plenty More" - 3:55
5. "War Poem" - 3:48
6. "Sins of the Fathers" - 4:28
7. "Good Situation" - 4:02
8. "Gotta Tell Someone" - 4:22
9. "Reasons" - 3:53
10. "One Woman Man" - 3:21
11. "I'll Be on My Way" - 2:12
12. "Kiss and Say Goodbye"	- 3:12
13. "Things You Say You Love" - 3:24